# 利亞姆·加里根
利亞姆·加里根（Liam Garrigan，1981年10月17日—）是英國的一位演員，他出生在東約克郡赫爾河畔京斯頓。他曾經就讀於市政廳音樂及戲劇學院。